# La rosa de sangre
La rosa de sangre (título original en inglés: The Rose and the Yew Tree) es una novela de ficción detectivesca escrita por Agatha Christie bajo el seudónimo Mary Westmacott publicada en 1948. Fue la cuarta de seis novelas escritas por Christie bajo este seudónimo.

## Argumento
La muerte de John Gabriel -el justo, el santo- hizo despertarse a un pasado confinado entre la melancolía y la tristeza: los tiempos en que Gabriel -oportunista con vitola de héroe de guerra- apareció en St. Loo, para perturbar una sociedad conformista y plácida y arrastrar tras de sí y su destino de desarraigado a Isabella Charteris; dos vidas atrapadas en el error o la malicia, pero a la que el inagotable sentimiento del amor hizo, por un momento, sublime.